# サンタモニカカレッジ
サンタモニカ・カレッジ(Santa Monica College、SMC)は、アメリカ合衆国カリフォルニア州サンタモニカにある2年制の公立大学。1929年創立。

## 歴史
1929年、アメリカ合衆国西部の温暖なリゾート地であるカリフォルニア州サンタモニカにジュニアカレッジ（Santa Monica Junior College）として創設され、サンタモニカ・カレッジ(Santa Monica College)に改名して以降も含めれば、公立大学として1世紀近い歴史を持っている。その間に数多くの出身者を送り出し、現在でも3万名以上の学生が在学している。
カリフォルニア州の2年制公立大学の中でも高いレベルを持ち、卒業後にカリフォルニア大学ロサンゼルス校（UCLA）に編入して学業を続ける者も多く、UCLA編入試験の合格率は州内で最上位である。同様に南カリフォルニア大学、ロヨラ・メリーマウント大学（en）に編入する者も多い。古くは俳優のアーノルド・シュワルツェネッガーがオーストリアから移住後にサンタモニカ・カレッジで学び、卒業後にウィスコンシン大学へ編入している。2005年、カレッジの式典にカリフォルニア州知事となっていたシュワルツェネッガーが招かれ、後輩である在学生達を激励する演説を行っている。
4年制大学への編入を主目的としない学生に対しても、様々な専門的な職業教育や資格取得が施され、州内の労働力向上に貢献している。学校内でのカリキュラムとしては芸術分野が広く知られており、演劇、映画、コンピュータグラフィックス、音楽などの専攻に応じたキャンパスを市内に複数保有している。成績優秀者を対象とした特別専攻課程も用意され、アニメーションやデザインの教育課程も設置されている。
他にカリフォルニア州の公共ラジオ局で、ロサンゼルス郡とオレンジ郡を中心に45万人の視聴者を持っている「KCRW」（en）の運営母体でもあり、その環境を生かしてメディア分野の専攻教育にも力を入れている。メディア専攻の学生によって発行される『ザ・コルセア』（The Corsair）は創立直後の1929年から発行され、数多くの賞を獲得している。学生スポーツも盛んで、専用の陸上競技場コルセア・フィールド（Corsair Field）はロサンゼルス五輪のマラソン競技でのスタート地点となった。

### サンタモニカ銃撃事件での被害
2013年6月7日、サンタモニカ市内に住む男が保有していた自動小銃のAR-15を使って父親と兄弟を自宅で射殺し、自宅を放火する事件が発生した。更に犯人の男は市街地でAR-15とレミントンM1858式拳銃を乱射して無差別に市民を殺害する凶行に及び、その過程でサンタモニカ・カレッジのキャンパス内に侵入、図書館外に居た女性1名を射殺した。犯人はそのまま大学内に立て篭もり、カリフォルニア・ハイウェイ・パトロール（CHP）などが出動してキャンパスを包囲し、最終的に犯人は射殺された。
犯人はジョン・サミール・ザワーリー（John Samir Zawahri）という23歳の青年で、3年前までサンタモニカ・カレッジに在学していた。射殺された遺体からは父と兄を殺した事を後悔する内容の遺書が発見された。事件解決までに犯人を含む6人が死亡し、少なくとも5人が負傷した。被害を受けたサンタモニカ・カレッジの所属学生に対しては心理カウンセリングなど、トラウマを抑止する為の治療が行われた。またカリフォルニアで公務を予定していたバラク・オバマ大統領の車列がサンタモニカを通過する予定であったが、事件を受けて急遽エアフォースワンでの移動に切り替えられた。

## 在学生の構成

### 性別
- 女性56%
- 男性44%

### 人種
- 白人 32%
- ヒスパニック25%
- アジア系 19%
- アフリカ系 11%
- その他　8%

### 年齢
- 18歳以下 15%
- 18歳-24歳 55%
- 25歳–34歳 18%
- 35歳以上 12%

### 受講
- フルタイム 34%
- パートタイム 66%

## 著名な出身者
- アーノルド・シュワルツェネッガー - 俳優、政治家（ウィスコンシン大学に編入）
- ジェームズ・ディーン - 俳優（カリフォルニア大学ロサンゼルス校（UCLA）に編入）
- ダスティン・ホフマン - 俳優
- ショーン・ペン - 俳優、映画監督
- ライアン・シークレスト - 俳優
- キャム・ギガンデット - 俳優
- スティーヴン・ブルーム - 俳優（カリフォルニア大学サンディエゴ校（UCSD）に編入）
- フランク・ウェルカー -俳優
- アリソン・ローマン - 女優
- ペン・バッジリー - 女優
- 井上碧 - 女優
- マルコ・ホーフシュナイダー - 映画監督（カリフォルニア大学に編入）
- 村上勝和 - 演出家、エフェクト・テクニカル・ディレクター
- 佐藤賢太郎 - 作曲家（カリフォルニア州立大学ノースリッジ校に編入）
- ウォルター・カニンガム - 宇宙飛行士（カリフォルニア大学ロサンゼルス校（UCLA）に編入）
- リヴァース・クオモ - ミュージシャン（ウィーザー）
- ロビー・クリーガー - ギタリスト（ドアーズ）
- ジョン・デンスモア - ドラマー（ドアーズ）
- ダフ・マッケイガン - ギタリスト（ガンズ・アンド・ローゼズ）
- ティーナ・マリー - ミュージシャン
- リッキー・リー・ジョーンズ - ミュージシャン
- デヴィッド・ゲフィン - 実業家（テキサス大学オースティン校に編入）
- 國光宏尚 - 実業家（gumi』創業者・ファウンダー代表取締役会長）
- モニカ・ルインスキー - ホワイトハウス実習生
- エヴァン・ライサチェク - フィギュアスケート選手、バンクーバー五輪金メダリスト
- レニー・クレーゼルバーグ - 競泳選手、シドニー五輪及びアテネ五輪金メダリスト
- レイラ・アリ - 女子プロボクサー
- キャンディス・ミシェル - 女子プロレスラー
- なかやまきんに君 - コメディアン、ボディビルダー
- 須藤元気 - 政治家、格闘家（中退）
- 平子理沙 - モデル